# Hans Aarsman
Hans Aarsman (Amsterdam, 27 dicembre 1951) è un fotografo, scrittore e docente olandese presso la Rijksakademie di Amsterdam.
È una figura significativa nel movimento della nuova topografia.  Molte delle sue opere sono esposte nel Museo fotografico olandese.

## Biografia
Aarsman è nato nel 1951 ad Amsterdam . Ha iniziato la sua carriera come fotoreporter per il quotidiano olandese Trouw . Nel 1989 ha pubblicato il libro Hollandse Taferelen che consisteva in paesaggi fotografati dal tetto di un camper che ha percorso per i Paesi Bassi per un anno. Nel 1990-1991 ha terminato una serie di foto degli stati della Germania orientale.
Ha esposto le sue opere al festival Rencontres d'Arles ad Arles, in Francia, nel 2011.
Aarsman è anche un romanziere e drammaturgo. La sua opera letteraria di debutto è stata Twee hoofden, een kussen (1995) e più recentemente si è dedicato più alla scrittura che alla fotografia.

## Pubblicazioni

### Fotografia
- Hollandse Taferelen (1989)
- Aarsmans Amsterdam (1993)
- Een engeltje dat su mijn tong piest (1995)
- Vrrooom! Vrrooom! (2003)

### Letteratura
- Twee hoofden, een kussen (1995)